# Herrschaft Hummel
Die Herrschaft Hummel (tschechisch Panství Homole, auch Homolsko) ist eine historische Landschaft im Westteil des Glatzer Landes bzw. ab 1459 der Grafschaft Glatz. Ende des 16. Jahrhunderts wurde die Herrschaft Hummel aufgelöst.

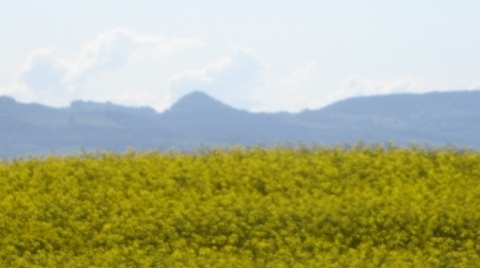
Kegel des Hummelberges (Ansicht von Westen aus Pavlišov)

## Das Hummelschloss

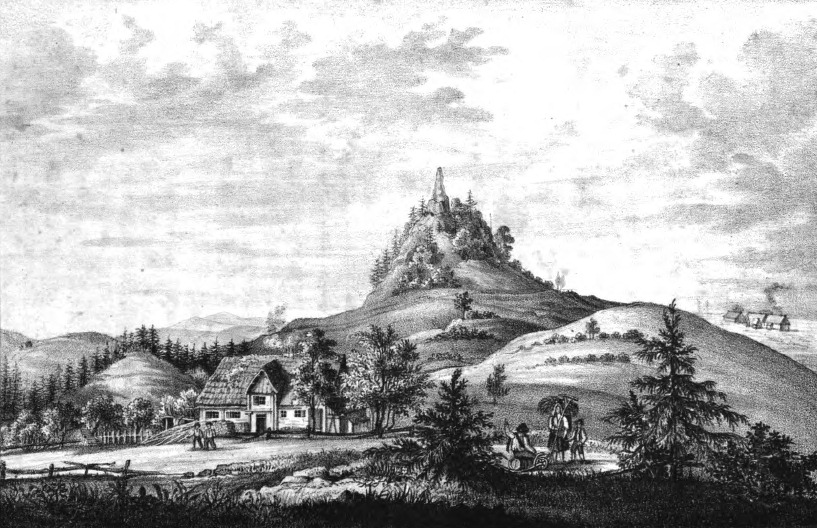
Hummelschloss um etwa 1825

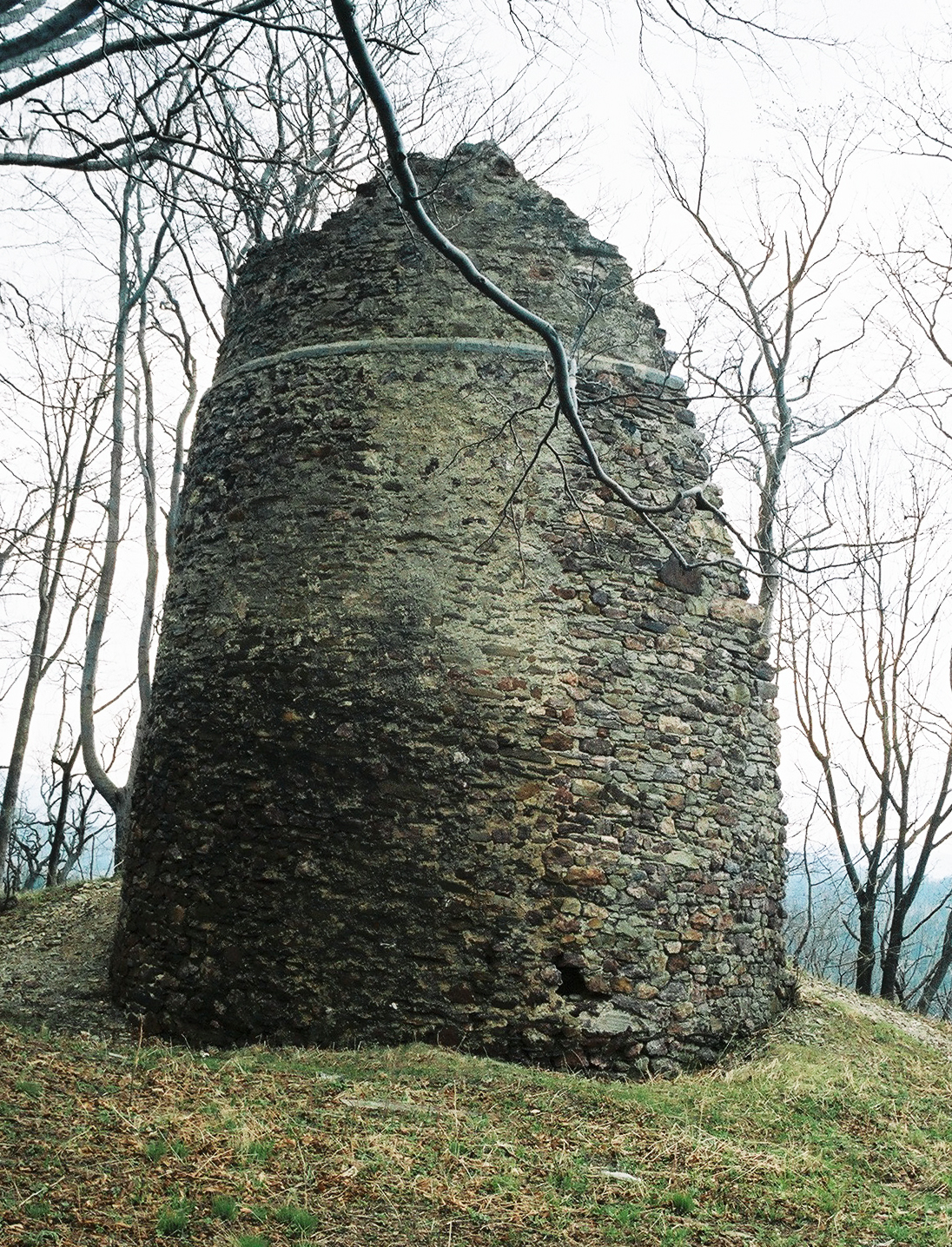
Ruinenreste Schloss Hummel

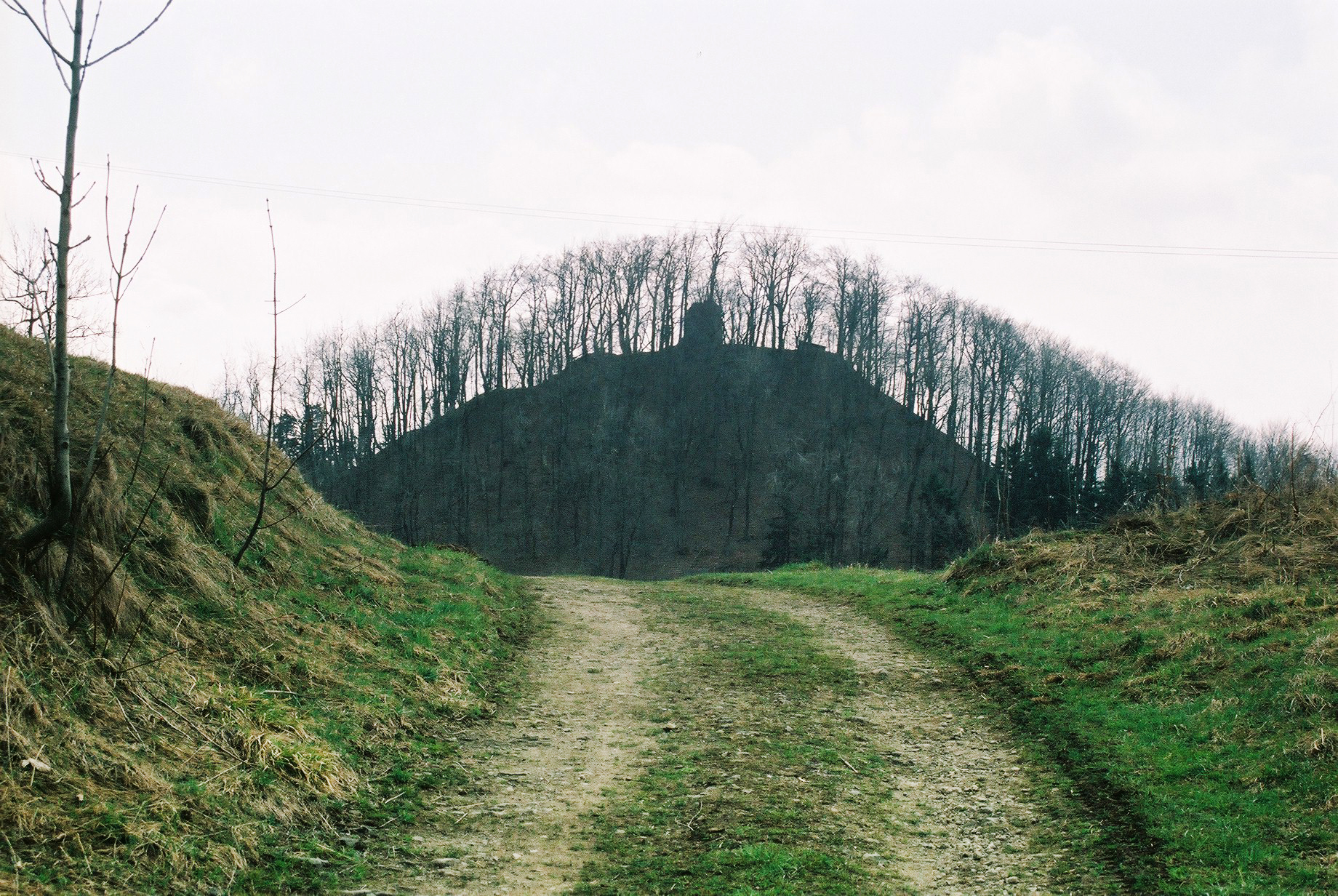
Ansicht aus dem Jahre 2007

Mittelpunkt der Herrschaft Hummel war das zunächst als „Landfried“ bzw. „Landfrede“ bezeichnete Schloss auf einem Kegelberg über dem Flussgebiet der Reinerzer Weistritz. Es lag etwa drei Kilometer westlich von Reinerz. Durch seine geographische Lage sicherte es die wichtige Handels- und Heerstraße, die auch als „Polen-“ bzw. „Königsweg“ bezeichnet wurde. Sie verlief von Prag über den Hummelpass nach Glatz, verließ bei Wartha das Glatzer Land und führte weiter nach Breslau.
In den Hussitenkriegen wurde das Hummelschloss 1427 von den Hussiten erobert, die von hier aus Einfälle in das Glatzer Land und nach Schlesien unternahmen. In dieser Zeit kam für das Schloss Landfried die tschechische Bezeichnung «Hrad Homole» auf. Nach 1560 war das Schloss unbewohnt und verfiel. Auf seiner Reise von Neuburg/Donau nach Krakau im Jahre 1536 ließ Pfalzgraf Ottheinrich auch die Burg Hummel skizzieren. Dies ist die einzige erhaltene, wirklichkeitsgetreue Darstellung der noch nicht zerstörten Anlage.

## Geschichte der Herrschaft Hummel
Das Gebiet der Herrschaft Hummel gehörte im 10. Jahrhundert dem böhmischen Fürsten Slavník und kam 995 an das Fürstengeschlecht der Přemysliden. Die Herrschaft umfasste in ihrer ersten Zeit lediglich die östliche Hälfte des nachmaligen Hummelbezirks, also das Flussgebiet der Reinerzer Weistritz mit dem Städtchen Reinerz und einer Anzahl Dörfer (Rückers, Roms, Utschendorf, Hartau, Friedersdorf, Hermsdorf, Keulendorf, Tschischney), die vormals zum Kirchspiel St. Peter und Paul in Reinerz gehörten. Dieses Gebiet hatte von Anfang an zum kirchlichen Dekanat Glatz im Bistum Prag gehört. Die natürliche Grenze zwischen dem Glatzer Kessel und dem altböhmischen Königgrätzer Kreis, die zugleich die Wasserscheide zwischen der Ostsee und der Nordsee bildet, verlief am Hummel über die Gebirgskämme des Habelschwerdter und des Heuscheuergebirges. Unterhalb des Hummelschlosses verläuft der Hummelpass, der das Gebiet nach Böhmen öffnet.
Erster bekannter Besitzer der Herrschaft Hummel war 1346 Titzko (Thyczko) von Pannwitz, der für das Jahr 1327 als Mitbesitzer von Rengersdorf belegt ist und 1341 den Titel eines Burggrafen von Glatz führte. Nach seinem Tod 1359 folgten ihm seine Söhne, die die Herrschaft Hummel 1392 an Dietrich von Janowitz (Dětrich z Janovic) verkauften. Er vereinte sie mit seiner angrenzenden Herrschaft Nachod. 1412 kam sie an Heinrich von Lazan, der die Herrschaften Nachod und Hummel 1414 mit dem Oberstlandschreiber Boček II. von Podiebrad († 1417) gegen die Stadt und Herrschaft Bechin in Südböhmen tauschte. Bočeks Sohn Viktorin, der ein überzeugter Utraquist war, starb 1427. Obwohl sein erst siebenjähriger Sohn, der spätere König Georg von Podiebrad, der rechtmäßige Erbe war, eroberten die Taboriten das Hummelschloss, von wo aus sie Einfälle in das Glatzer Land und nach Schlesien unternahmen. Die Herrschaft Hummel wurde von den Hauptleuten Jan Holý, genannt Holec, Herr von Nemošice (panoš z Nemošic) und Nikolaus Trčka von Lípa (Mikuláš Trčka z Lípy, † 1453) gemeinsam verwaltet. 1440 wurde sie von dem Taboriten und Raubritter Jan Kolda von Žampach erobert. 1444–1454 gehörte sie dem Hynek Kruschina von Lichtenburg, der auch Pfandinhaber des Glatzer Landes war. Erst nach dessen Tod 1454 gelangten die Herrschaften Hummel und Nachod an den rechtmäßigen Besitzer Georg von Podiebrad, der nunmehr Landesverweser von Böhmen war. Der Besitz der Herrschaft Hummel war ihm bereits am 29. Juli 1453 vom böhmischen König Ladislaus Postumus bestätigt worden. Georg von Podiebrad setzte Václav Holý als Burggrafen ein. Nach seinem Aufstieg zum König von Böhmen übertrug Georg von Podiebrad die Herrschaften Nachod und Hummel 1458 seinen Söhnen Boček und Viktorin. Nach Georgs Tod 1471 wurden dessen Besitzungen 1472 nach einem Erbteilungsplan aufgeteilt. Die Herrschaften Hummel und Nachod sowie die Grafschaft Glatz gelangten nun, neben weiteren Besitzungen, an Georgs drittgeborenen Sohn Heinrich d. Ä. Für das Jahr 1470 ist Václav (Wenzel) Holub z Provuzy als Burggraf belegt.

## Erweiterung von 1477
1477 wurde die Herrschaft Hummel von Heinrich d. Ä. um die westlich des Gebirgskammes gelegenen Kirchspiele Lewin (Lewiner Ländchen, tschechisch Levínsko) und Tscherbeney sowie um die beiden Dörfer Schlaney und Brzesowie, die zum Kirchspiel St. Laurentius in Náchod gehörten, erweitert. Dieses Gebiet, das außerhalb des Glatzer Kessels liegt, gehört geomorphologisch und orographisch zum Böhmischen Becken. Kirchlich hatte es seit ältesten Zeiten zum ostböhmischen Dekanat Dobruška gehört, mit dem es weiterhin verbunden blieb. Bis zur Vereinigung mit der Herrschaft Hummel 1477 gehörte es verwaltungsmäßig zur Herrschaft Nachod im altböhmischen Königgrätzer Kreis. Durch den Anschluss an die Herrschaft Hummel wurde die Grenze zwischen dem Glatzer Land und Böhmen nach Westen verschoben. Mit der Vergrößerung seiner Grafschaft beabsichtigte Herzog Heinrich d. Ä., seinen Einfluss und sein Ansehen als Graf von Glatz zu erhöhen.
Nach der Vereinigung der Herrschaft Hummel mit der Grafschaft Glatz vergab Herzog Heinrich d. Ä. noch im selben Jahr (1477) die Herrschaft Hummel als ein Lehen dem sächsischen Adeligen Hildebrand von Kauffung, einen Sohn des Kunz von Kauffungen.
Diese mit der Herrschaft Hummel neu verbundenen Gebiete wurden nachfolgend als die „Böhmische Seite“ des Hummelbezirks bezeichnet. Erst danach wurde der ursprüngliche, östliche Teil der Herrschaft, der aus dem Kirchspiel Reinerz und den zugehörigen Dörfern bestand, als die „Deutsche Seite“ des Hummelbezirks definiert. Da das Land wegen der Hussitenkriege weitgehend entvölkert war, wurden nun auch die Dörfer der „Böhmischen Seite“ der Hummelherrschaft vermehrt mit Deutschen besiedelt.
Nachdem das Schloss Landfried unter Sigismund von Kauffung ein Raubritternest geworden war, gelangte die Hummelherrschaft 1513 an den damaligen Pfandherrn der Grafschaft Glatz, Ulrich von Hardegg und 1541 an Johann von Pernstein, von dem sie 1548 dessen Sohn Vratislav von Pernstein erbte.
1549 wurde Pfandherr der Grafschaft Glatz der Wittelsbacher Ernst von Bayern, der zugleich auch die Herrschaft Hummel erwarb, die gesondert verliehen wurde. Am 10. Dezember 1549 verlieh er diese seinem Sohn Eustach, der von Kaiser Karl V. 1547 als „Eustach von Landfried“ geadelt und 1550 durch Papst Julius III. als adliger Nachkomme des Herzogs Ernst legitimiert wurde. Nach dessen Tod 1560 verkaufte Eustach die Hummelherrschaft an Ernst Gelhorn von und zu Alten Greckau und Roge. 1561 fiel die Herrschaft Hummel als erledigtes Lehen an den böhmischen Landesherrn. Von diesem wurde sie 1590 dem Rudolf von Stubenberg auf Neustadt und 1595 an die Stadt Reinerz verpfändet.

## Auflösung der Herrschaft

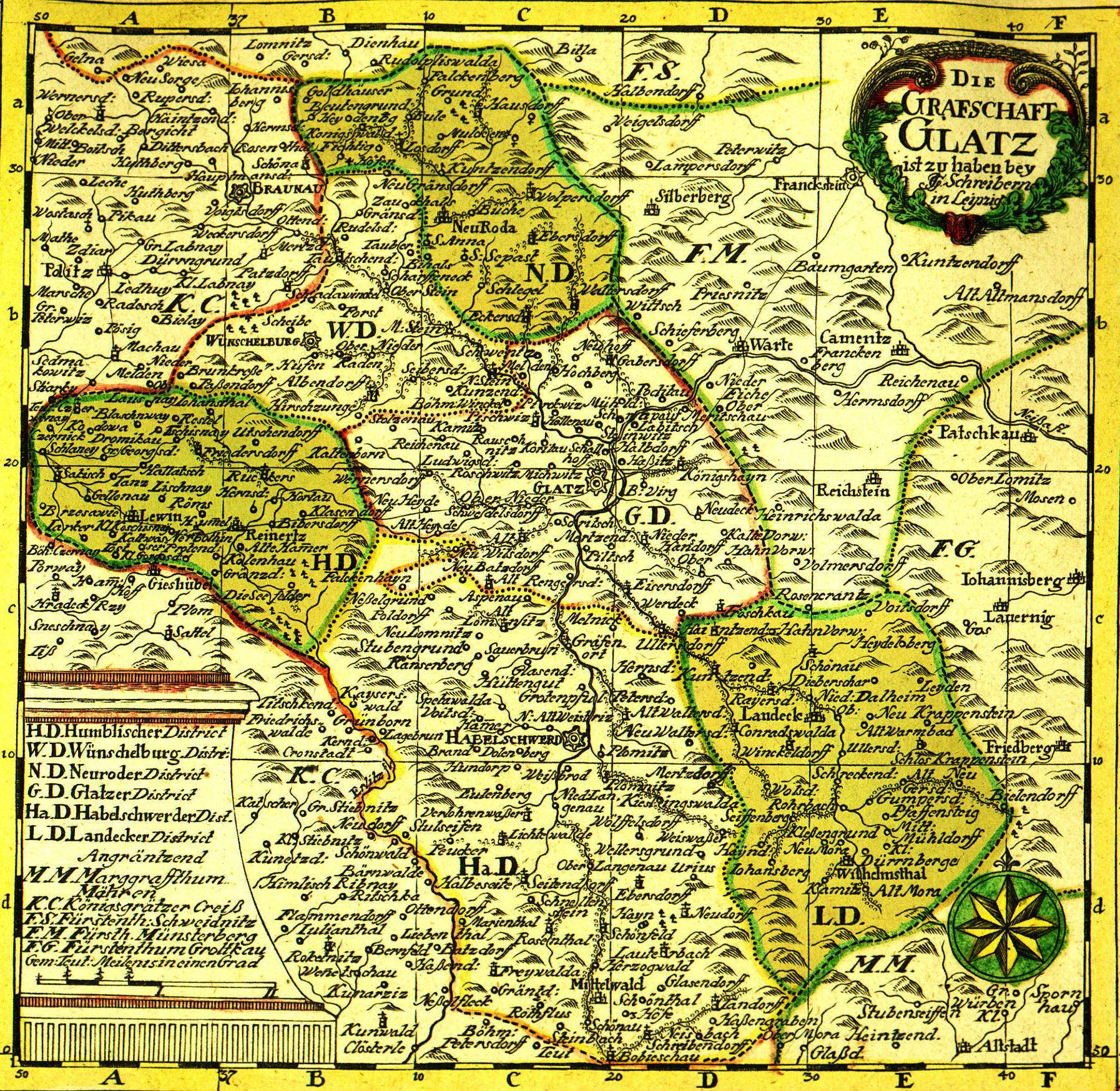
Karte der Grafschaft Glatz im 18. Jahrhundert mit den Distrikten H.D. (Humblischer D.), W.D. (Wünschelburger D.), N.D. (Neuroder D.), G.D. (Glatzer D.), H.D. (Habelschwerdter D.) und L.D.(Landecker D.)

Nach der Auflösung der Hummelherrschaft erwarb Rudolf von Stubenberg 1598 den zum Schloss gehörenden Grundbesitz. Die meisten der zur Herrschaft gehörenden Dörfer und Ortschaften wurden der Böhmischen Kammer zugewiesen und damit dem böhmischen Landesherrn unterworfen. Er verkaufte 1601 die Dörfer Passendorf mit der Kolonie Brunnkress sowie Nauseney an die Stadt Wünschelburg. Im selben Jahr erwarb die Stadt Náchod das Dorf Schlaney mit einem Teil des benachbarten Dorfes Brzesowie. Zur Finanzierung der Türkenkriege verkaufte Kaiser Leopold I. 1684 die Kammerdörfer Gellenau, Tanz, Sackisch, Tassau, Järker, Kleingeorgsdorf und Großgeorgsdorf dem Kaspar Josef von Alten, dem schon vorher das Freirichtergut in Gellenau gehörte. Dadurch wurden sie dem neu gebildeten Gutsbezirk Gellenau untertänig. Die Dörfer Keulendorf, Dörnikau mit der Kolonie Kessel, Hallatsch, Jauernig, Löschney, Nerbotin, Tschischney erwarb Johann Isaias von Hartig, der sie seiner Herrschaft Rückers eingliederte. Am 20. Dezember 1684 erwarb die Stadt Reinerz die Kammerdörfer Hermsdorf und Roms. Am selben Tag wurden Krzischney und Kuttel an die Stadt Lewin verkauft.
Bereits um die Mitte des 16. Jahrhunderts waren die Dörfer Deutsch-Tscherbeney, Straußeney, Jakobowitz sowie das spätere Bad Kudowa, die danach die „Herrschaft Tscherbeney“ bildeten, von der Herrschaft Hummel gelöst worden. Das ergibt sich aus einer erst unlängst in Breslau aufgefundenen Urkunde, mit der am 1. Dezember 1551 Kaiser Ferdinand I. in seiner Eigenschaft als König von Böhmen bestätigte, dass der 1548 verstorbene Johann von Pernstein als Pfandherr der Herrschaft Hummel dem Heinrich Přepyšsky von Richemberg (Jindřich Přepyšský z Rychemberka) diese Dörfer geschenkt habe.
Nach dem Ersten Schlesischen Krieg 1742 und endgültig nach dem Hubertusburger Frieden 1763 gelangte das Gebiet der vormaligen Herrschaft Hummel, die nun als „Humblischer District“ bezeichnet wurde, zusammen mit der Grafschaft Glatz an Preußen. Erst ab der Mitte des 19. Jahrhunderts wurden diejenigen Dörfer, die unmittelbar an der nun preußisch-böhmischen Grenze lagen, als Böhmischer Winkel bezeichnet.